# ويليام روبرت والاس
ويليام روبرت والاس (بالإنجليزية: William Robert Wallace)‏ هو محامي وقاضي وسياسي أمريكي، ولد في 21 فبراير 1886، وتوفي في 24 يونيو 1960. انتخب عضو مجلس ولاية أوكلاهوما وانتخب عضو مجلس نواب أوكلاهوما.